# 三橋節子
三橋 節子（みつはし せつこ、1939年3月3日 - 1975年2月24日）は大阪府に生まれ、京都府京都市で育った画家。京都市立美術大学（現 京都市立芸術大学）美術学部出身。夫は日本画家の鈴木靖将。長男は元バドミントン選手の鈴木草麻生。姪はチェンバロ奏者の三橋桜子。
1973年に利き手の右手を鎖骨の癌により手術で切断。その後は左手で創作を続けたが、35歳で癌の転移により他界した。
晩年には地元近江の昔話を基にした作品を多く手がけた。
没後50年を迎えた2025年（令和7年）、三橋節子をしのぶ展覧会「没後50年　三橋節子回顧展　野草から家族への想いを描いて」が、1月7日から5月25日まで大津市の三橋節子美術館で開催された。

## 個人美術館
- 三橋節子美術館

## 主な作品
- 『湖の伝説』
- 『花折峠』
- 『三井の晩鐘』（昭和48年）
- 『余呉の天女』(絶筆、昭和50年)